# E13 (潜水艦)

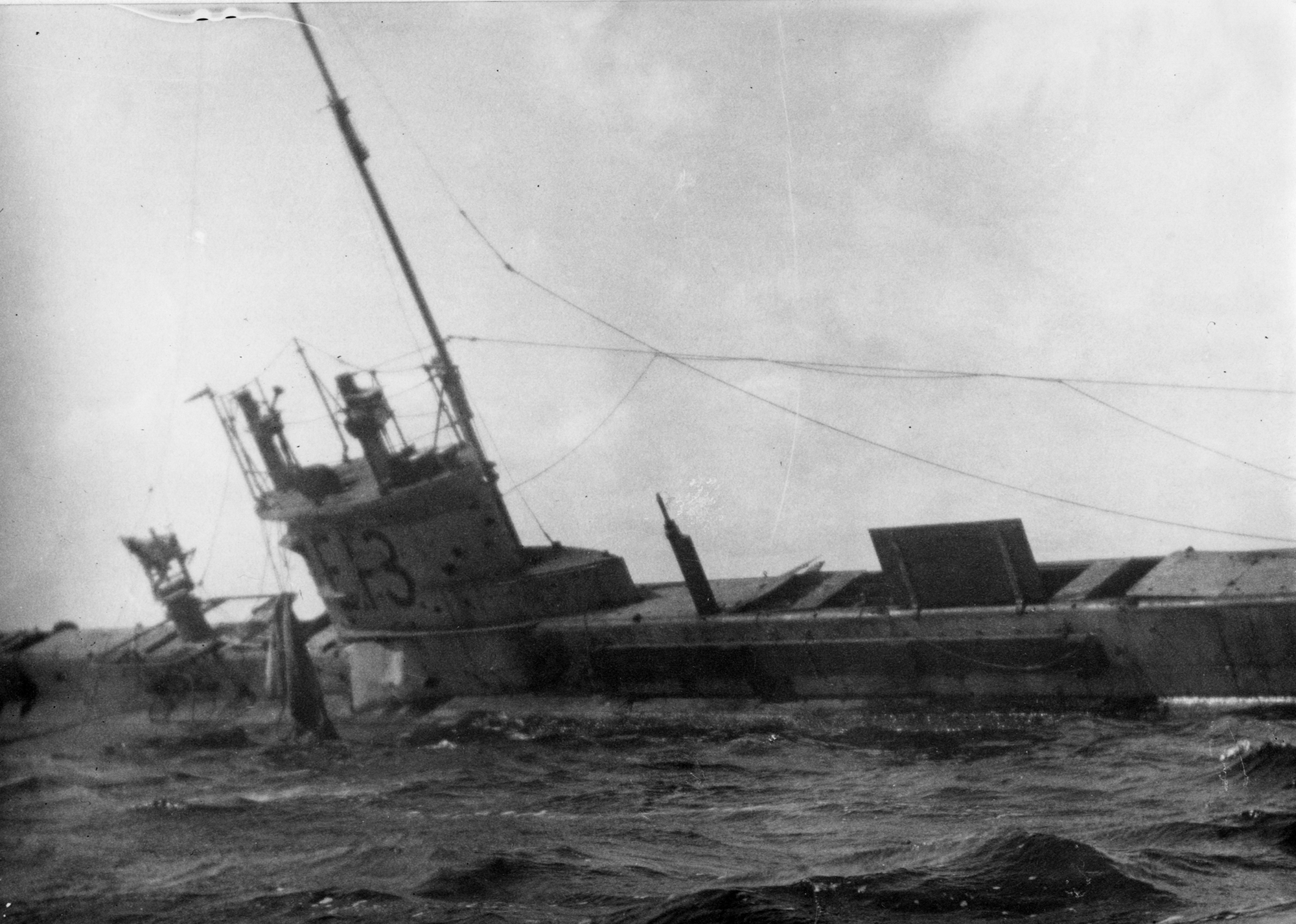

E13 (HMS E13) はイギリス海軍の潜水艦。E級。

## 艦歴
チャタム工廠で建造。1912年12月16日起工。1914年12月9日就役。
1915年8月18日から19日の夜、バルト海へ向かっていたE13はジャイロコンパスの不具合が原因でマルメとコペンハーゲンの間に浮かぶサルトホルム島（Saltholm）付近のデンマーク領海内で座礁した。朝になるとデンマークの艦艇が現れ、続いてドイツの水雷艇G132も現れた。G132は一旦はその場を離れたものの、攻撃命令を受けて別の水雷艇とともに再び座礁現場に現れた。E13はこのドイツ水雷艇2隻から攻撃を受けて15人の死者を出したが、デンマークの水雷艇スウルヴェン（Søulven）によりE13に対する攻撃は止められた。E13とその乗員は1915年9月3日にデンマークによって抑留された。
1912年12月14日にE13はデンマークの解体業者にスクラップとして売却された。